# این نیز بگذرد
این نیز بگذرد ضرب المثل فارسی است که به اشاره به فانی بودن دنیا دارد و بر این دلالت می‌کند که همه شرایط چه خوب و چه بد همگی موقت هستند. این مثل در زبان‌های مختلف به شکل‌های گوناگونی دیده می‌شود. در عربی بدان "لا شیء یدوم‌" می‌گویند. در عبری גם זה יעבור ("Gam Zeh Yaavor") گفته می‌شود. در زبان ترکی هم این مثل دیده شده و از آن به عنوان Bu da geçer yâ hû یاد می‌شود.
افسانه این نقل قول ریشه در دربار پادشاه قدرتمند ایرانی دارد که حکیمان (مردان خردمند) خود از جمله شاعر صوفی عطار نیشابوری را نزد خود فراخواند و از آنها نقل قولی را خواست که در هر زمان و در هر زمان دقیق باشد.
حکیمان با هم مشورت کردند و به فکر فرو رفتند و سرانجام به این جواب رسیدند...
"این نیز بگذرد".
در برخی از حکایات که عموماً از عطار نیشابوری آغاز می‌شود در آن انگشتری وجود دارد که در آن این نوشته قادر است یک فرد را در زمان شادی غمگین و در زمان غم دوباره شاد کند.

## حکایت پادشاه و انگشتری[۲]
جهان را پادشاهی پاک دین بود
که ملک عالمش زیر نگین بود
نبودش در همه عالم نظیری
که بودش از همه عالم گزیری
سواد ملکش از مه تا بماهی
ز شرقش تا بغربش پادشاهی
حکیمانی که پیش شاه بودند
که اجری خوارهٔ درگاه بودند
چنین گفت ای عجب روزی بایشان
که حالی می‌رود بر من پریشان
دلم را آرزوئی بس عجب خاست
نمی‌دانم که این از چه سبب خاست
مرا سازید یک انگشتری پاک
که هر وقتی که باشم نیک غمناک
چو در وی بنگرم دلشاد گردم
ز دست تُرکِ غم آزاد گردم
وگر دلشاد گردم نیز از بخت
چو در وی بنگرم غمگین شوم سخت
حکیمان زو امان جستند یک چند
نشستند آن بزرگان خردمند
بسی اندیشه و فکرت بکردند
بسی خونابه حسرت بخوردند
بآخر اتّفاقی جزم کردند
بیک ره برنگینی عزم کردند
که بنگارند بر وی این رقم زود
که آخر بگذرد این نیز هم زود
چو ملک این جهان ملکی روندست
بملک آن جهان شد هر که زندست
اگر آن ملک خواهی این فدا کن
بابراهیمِ ادهم اقتدا کن